# Taylor Accursi
Taylor Accursi (née le 2 mars 1995 à Ancaster dans la province de l'Ontario au Canada) est une joueuse canadienne de hockey sur glace qui évolue dans la ligue élite féminine en tant qu'attaquante.
En 2020, elle est capitaine des Beauts de Buffalo de la Ligue nationale de hockey féminin. Pendant la Saison 2019-2020 de la LNHF, elle marque 16 buts en 24 matchs, parmi les cinq meilleures marqueuses de la ligue,,,.

## Statistiques

### En club
| Saison      | Équipe                          | Ligue       |                            | Saison régulière           | Saison régulière           | Saison régulière           | Saison régulière           | Saison régulière           |                            | Séries éliminatoires       | Séries éliminatoires       | Séries éliminatoires       | Séries éliminatoires | Séries éliminatoires |
| Saison      | Équipe                          | Ligue       | PJ                         | B                          | A                          | Pts                        | Pun                        | PJ                         | B                          | A                          | Pts                        | Pun                        |                      |                      |
| 2011-2012   | Sabres de Stoney Creek          | PWHL        | 8                          | 1                          | 3                          | 4                          | 6                          | -                          | -                          | -                          | -                          | -                          |                      |                      |
| 2011-2012   | Barracudas de Burlington junior | PWHL        | 22                         | 9                          | 10                         | 19                         | 12                         | 6                          | 3                          | 2                          | 5                          | 6                          |                      |                      |
| 2012-2013   | Barracudas de Burlington junior | PWHL        | 19                         | 8                          | 7                          | 15                         | 16                         | -                          | -                          | -                          | -                          | -                          |                      |                      |
| 2013-2014   | Lakers de Mercyhurst            | NCAA        | 37                         | 0                          | 3                          | 3                          | 16                         |                            |                            |                            |                            |                            |                      |                      |
| 2014-2015   | Lakers de Mercyhurst            | NCAA        | 23                         | 3                          | 4                          | 7                          | 8                          |                            |                            |                            |                            |                            |                      |                      |
| 2015-2016   | Lakers de Mercyhurst            | NCAA        | 28                         | 3                          | 2                          | 5                          | 12                         |                            |                            |                            |                            |                            |                      |                      |
| 2016-2017   | Lakers de Mercyhurst            | NCAA        | 35                         | 9                          | 14                         | 23                         | 30                         |                            |                            |                            |                            |                            |                      |                      |
| 2017-2018   | Beauts de Buffalo               | LNHF        | 15                         | 6                          | 5                          | 11                         | 8                          | 2                          | 0                          | 0                          | 0                          | 2                          |                      |                      |
| 2018-2019   | Beauts de Buffalo               | LNHF        | 13                         | 4                          | 2                          | 6                          | 2                          | 2                          | 0                          | 0                          | 0                          | 0                          |                      |                      |
| 2019-2020   | Beauts de Buffalo               | LNHF        | 24                         | 16                         | 9                          | 25                         | 16                         | 1                          | 0                          | 1                          | 1                          | 0                          |                      |                      |
| 2020-2021   | Beauts de Buffalo               | LNHF        | Statistiques indisponibles | Statistiques indisponibles | Statistiques indisponibles | Statistiques indisponibles | Statistiques indisponibles | Statistiques indisponibles | Statistiques indisponibles | Statistiques indisponibles | Statistiques indisponibles | Statistiques indisponibles |                      |                      |
| 2021-2022   | Beauts de Buffalo               | FPH         | 14                         | 3                          | 8                          | 11                         | 6                          | 1                          | 0                          | 0                          | 0                          | 0                          |                      |                      |
| 2022-2023   | Pride de Boston                 | FPH         | 2                          | 0                          | 0                          | 0                          | 0                          | -                          | -                          | -                          | -                          | -                          |                      |                      |
| Totaux NCAA | Totaux NCAA                     | Totaux NCAA | 123                        | 15                         | 23                         | 38                         | 66                         | -                          | -                          | -                          | -                          | -                          |                      |                      |
| Totaux LNHF | Totaux LNHF                     | Totaux LNHF | 68                         | 29                         | 24                         | 53                         | 32                         | 6                          | 0                          | 1                          | 1                          | 2                          |                      |                      |